# スレッジハンマー (カクテル)
スレッジハンマー（Sledgehammer）とは、ショートドリンクに分類される、ウォッカをベースとしたカクテルの1つである。

## 由来
カクテル名の「スレッジハンマー」というのは、両手で持って振り下ろす大型ハンマーのこと。ライムジュースを加えただけの生(き)のウォッカの、酒を飲みなれていないとそれこそガツンとくるような効きの強さから命名された。

## 標準的なレシピ
- ウォッカ … 50ml
- ライム・ジュース … 10ml

### 作り方
1. 材料をシェイクする。
2. カクテル・グラスに注ぐ。

### 備考
- ライム・ジュースは、その場でライムを絞ったものを使用するのがベストであるが、市販のジュースを用いても良い。
- ギムレット：ギムレットのジンをウォッカに変えたものが「ウォッカ・ギムレット」。それをより強く、辛口にしたものがスレッジ・ハンマーである。但し、ウォッカ・ギムレットの別名をスレッジ・ハンマーとすることもある[2]。この場合は、ウォッカとライム・ジュースの量はギムレットと同じ分量となる（ウォッカ45ml、ライム・ジュース15ml）[2]。
- ハンガリーの薬酒ウニクムと白ワインを1:1で混ぜて作るカクテルもスレッジハンマーと呼ばれているようである[3]